# Jennifer Morrison
Jennifer Marie Morrison (Chicago, 12 d'abril de 1979) és una actriu i model estatunidenca. És coneguda pel seu paper de la doctora Allison Cameron a la sèrie de televisió House, MD.

## Infància i educació
Morrison va néixer a Chicago, Illinois, i va créixer a Arlington Heights, Illinois. És la més gran de tres fills. El seu pare, David, és un professor de música i director de banda de secundària jubilat que va ser nomenat Professor de l'Any per la Junta Estatal d'Educació d'Illinois el 2003.
Després de passar per la Prospect High School,  als afores de Chicago, estudià teatre a la Universitat Loiola de Chicago. Posteriorment amplià la seva formació com a actriu a la "Steppenwolf Theatre academy" fins que decidí marxar a Los Angeles. A part de ballar i d'haver estat animadora esportiva, Morrison és aficionada a jugar a futbol i tennis, i li encanta el surf i el snowboard.

## Carrera
Morrison començà a actuar ja de nena, com a model per a companyies com JCPenny i Montgomery Ward. El seu primer paper l'aconsegueix el 1994 a Intersection, que enllaçaria amb altres petits papers fins que l'any 2000 aconseguí de protagonitzar Llegendes Urbanes II. També aparegué a televisió en sèries com Touched by an Angel, Any Day Now i Dawson's Creek (la versió espanyola es deia Dawson Crece). A televisió, però, s'ha fet famosa per la seva interpretació de la doctora Cameron a House, MD on va actuar des del 2004 fins al 2009.
També ha protagonitzat Surviving Christmas amb Ben Affleck i Flourish, pel·lícula que també va produir.

## Vida personal
El 2004, Morrison va començar a sortir amb l'actor australià Jesse Spencer, el seu coprotagonista a House. Es van comprometre el desembre de 2006, però ho van cancel·lar l'agost de 2007. Morrison va sortir amb l'actor porto-riqueny Amaury Nolasco del 2009 al 2012.
Manté una relació amb l'actor salvadorenc-americà Gerardo Celasco des del 2019. L'abril de 2022, Morrison va començar a referir-se a Celasco com el seu marit El juny de 2024, Morrison va confirmar que recentment s'havia convertit en mare d'una nena.

## Filmografia
| Cinema    | Cinema                                   | Cinema                | Cinema      |
| Any       | Pel·lícula                               | Personatge            | Notes       |
| --------- | ---------------------------------------- | --------------------- | ----------- |
| 1994      | Entre dues dones                         | Meaghan Eastman       |             |
| 1994      | Miracle on 34th Street                   | Denice                |             |
| 1999      | L'últim esglaó (Stir of Echoes)          | Samantha Kozac        |             |
| 2000      | Llegendes urbanes II                     | Amy Mayfield          |             |
| 2001      | The Zeros                                | Joyce                 |             |
| 2002      | Design                                   | Sonya Mallow          |             |
| 2002      | Nantucket                                | Alicia                |             |
| 2002      | Girl Fever                               | Annie                 |             |
| 2003      | Grind                                    | Jamie                 |             |
| 2004      | Mall Cop                                 | Chris                 |             |
| 2004      | The Sure Hand of God                     | Lily Bowser           |             |
| 2004      | Surviving Christmas                      | Missy Vanglider       |             |
| 2004      | Lift                                     | Sarah                 |             |
| 2005      | Mr & Mrs Smith                           | Jade                  |             |
| 2006      | Flourish                                 | Gabrielle Winters     |             |
| Televisió |                                          |                       |             |
| Any       | Títol                                    | Personatge            | Categoria   |
| 2001      | The Chronicle                            | Gwen                  | Sèrie de tv |
| 2001      | Touched by an Angel                      | Melissa               | Sèrie de tv |
| 2001-2002 | Dawsons Creek                            | Melanie Shea Thompson | Sèrie de tv |
| 2002      | Any Day Now                              | Mandy Singer          | Sèrie de tv |
| 2002      | The Random Years                         | Megan                 | Sèrie de tv |
| 2002      | Big Shot: Confessions of a Campus Bookie | Callie                | Tv movie    |
| 2003      | The Edge                                 |                       | Tv movie    |
| 2004-2012 | House, MD                                | Dra. Allison Cameron  | Sèrie de tv |
| 2007      | The Murder of Princess Diana             | Rachel Visco          | Tv movie    |
| 2010-2011 | How I Met Your Mother                    | Zoey Pierson          | Sèrie de tv |
| 2011-     | Once Upon a Time                         | Emma Swan             | Sèrie de tv |